# مارك برودي
مارك برودي (بالإنجليزية: Mark Brody)‏ هو سياسي أمريكي، ولد في 6 ديسمبر 1951 في ميلواكي في الولايات المتحدة. نشط حزبياً في الحزب الجمهوري. وقد انتخب عضو مجلس نواب كارولينا الشمالية.